# 沃庫拉 (北卡羅萊納州)
沃庫拉（英語：Wakulla）是位於美國北卡羅萊納州羅伯遜縣的普查規定居民點。

## 人口
根據2020年美國人口普查的數據，沃庫拉的面積為2.23平方千米，皆為陸地。當地共有人口112人，而人口密度為每平方千米50.22人。